# Émile Sauret
Émile Sauret (Dun-le-Roi, França, 22 de maig de 1852 - Londres, Regne Unit, 12 de febrer de 1920) fou un violinista i compositor francès.
Estudià en els conservatoris de París i de Brussel·les. En aquest darrere va ser deixeble de Bériot, i ja des dels catorze anys es feu aplaudir com a concertista a França, Itàlia, Amèrica, Anglaterra i Alemanya.
El 1880 fou nomenat professor de violí del Conservatori de Kullak de Berlín, més tard va ser cridat al Conservatori Stern de la mateixa ciutat, càrrec en el que fou rellevat per Florián Zajíc i, posteriorment a l'Acadèmia Reial de Música amb les mateixes funcions. El 1893 passà a Chicago com a professor de l'Institut Ziegfeld, romanent allà fins al 1906, en què tornà a Europa, i des de 1908 va residir a Londres, on va tenir alumnes distingits, entre ells el violinista navarrès José Antonio de Huarte, la londinenca Otie Chew Becker, Florizel von Reuter, Ethel Barns i William Henry Reed.
El 1872 s'havia casat amb la pianista Maria Teresa Carreño, de la que se'n separà alguns anys més tard. Sauret és autor de dos concerts, una balada, una llegenda, una serenata, un caprici, un scherzo, i altres composicions per a violí amb acompanyament d'orquestra o de piano.